# Rosengarten (Stettin)

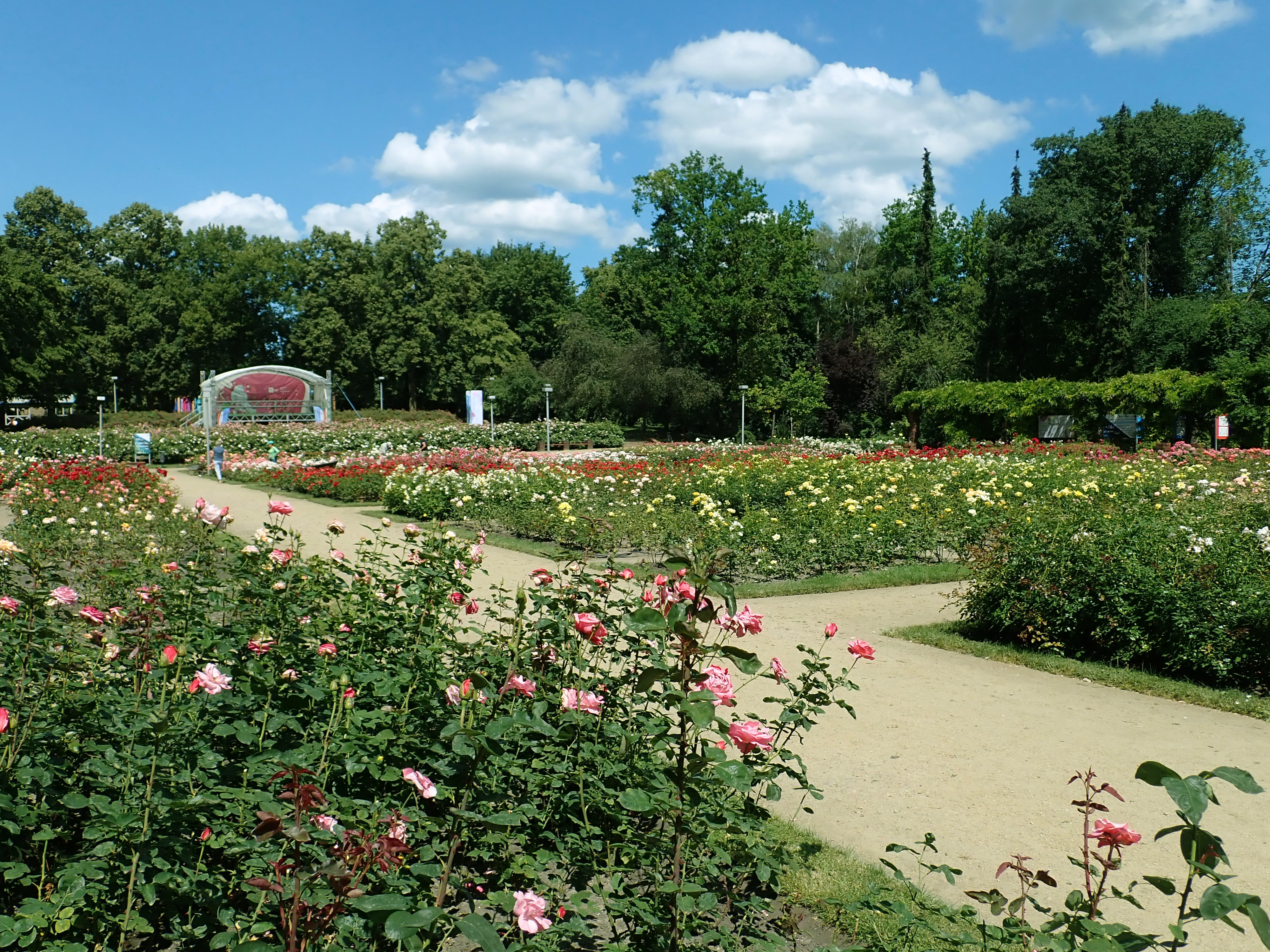
Der Rosengarten

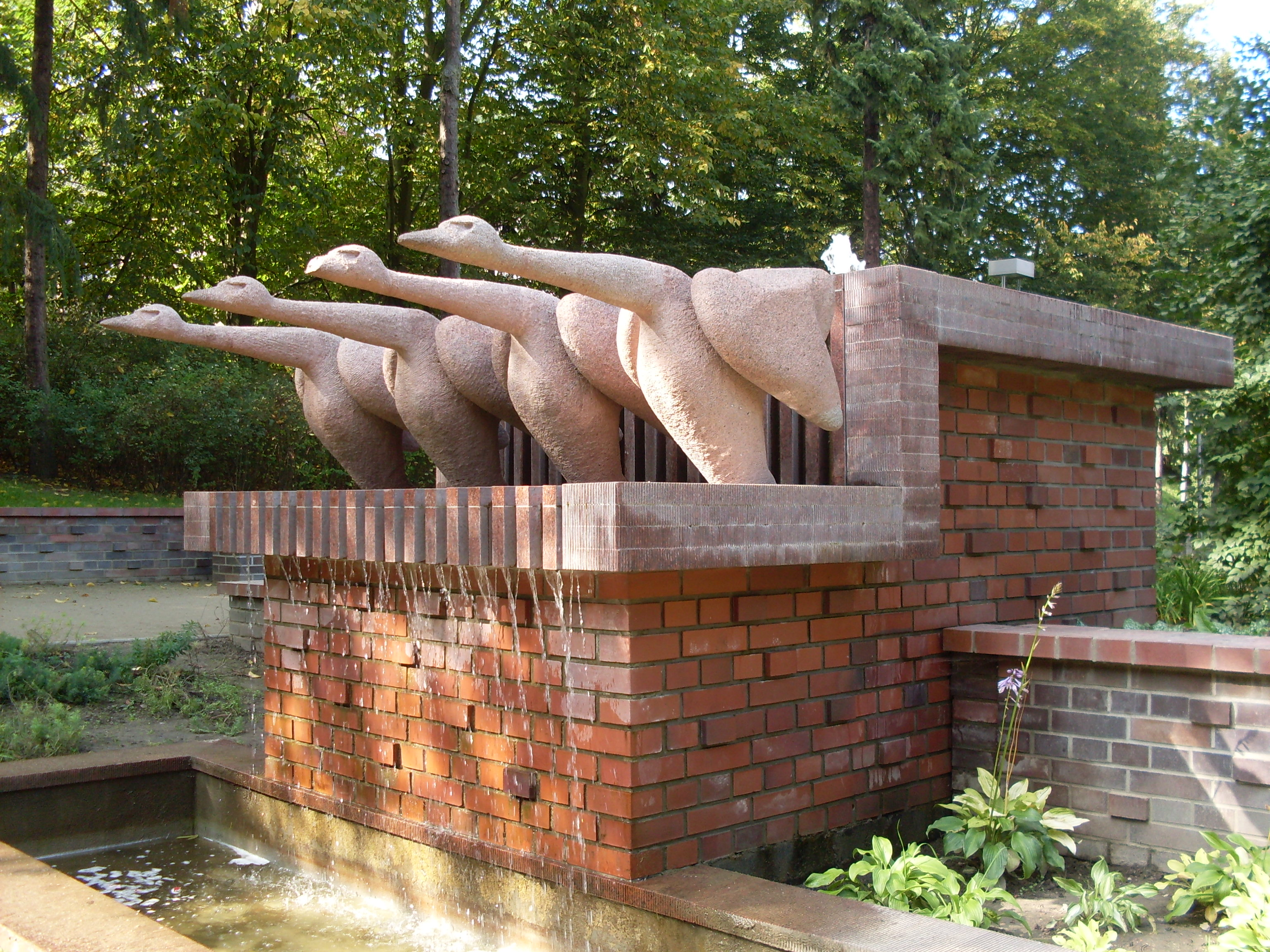
Der Vogelbrunnen

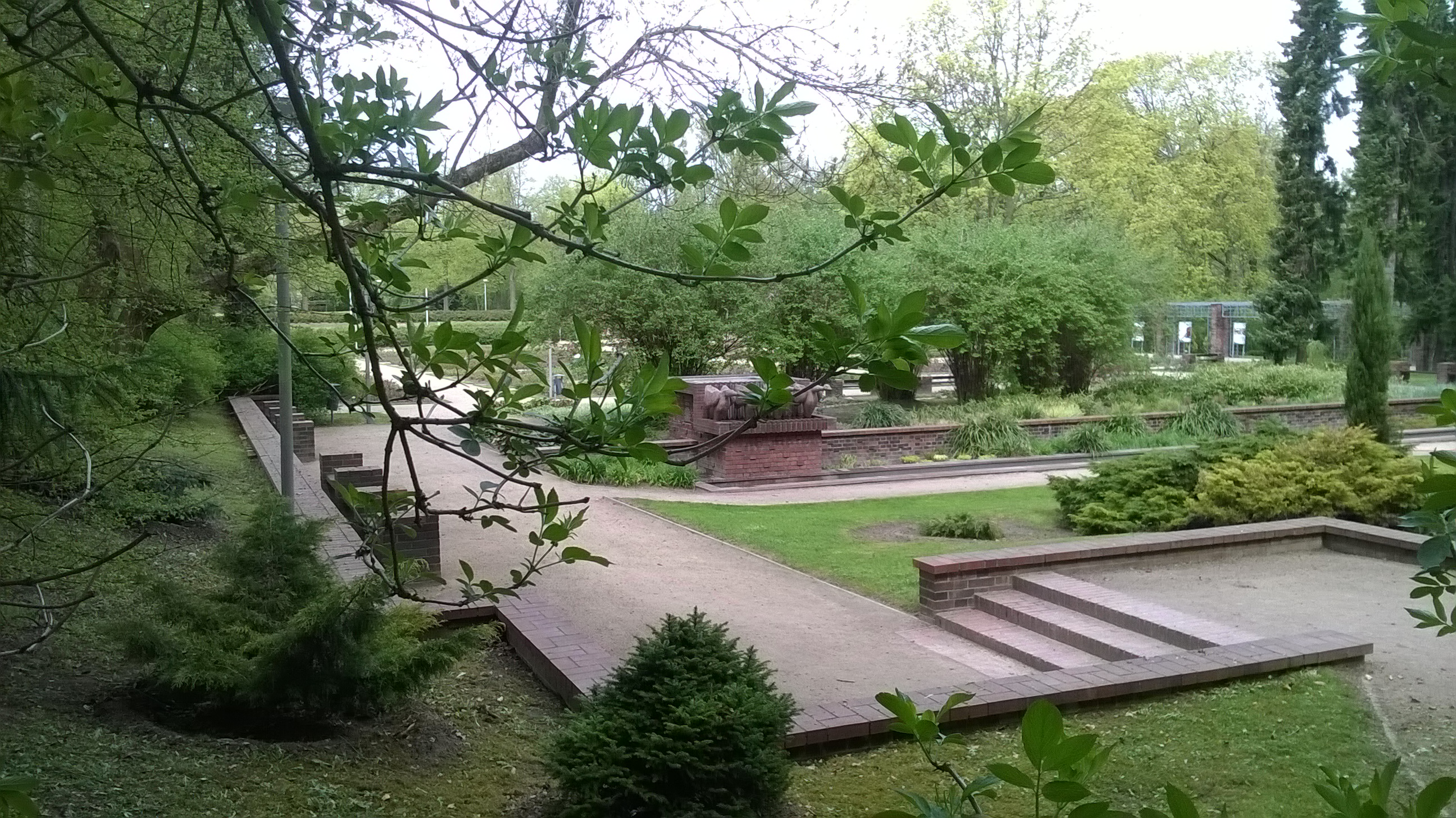
Der Rosengarten

Der Rosengarten in Stettin ist ein ursprünglich 1928 angelegtes Rosarium in der Formensprache der klassischen Moderne. Nachdem der Garten in der Nachkriegszeit brachlag, wurde dieser bis 2007 wiederhergestellt. Neben derzeit über 100 verschiedenen Rosensorten findet man dort auch Skulpturen wie den Vogelbrunnen, Terrassen und eine Pergola. Der Garten liegt im Stadtteil Łękno (Westend) neben dem Kasprowicz-Park an den Straßen Jasienicy, Zaleskiego und Moczyńskiego.

## Geschichte
Der zwei Hektar große Rosengarten entstand 1928 anlässlich eines Gärtnertreffens in der Stadt. 1935 wurde der Vogelbrunnen des Bildhauers Kurt Schwerdtfeger (1897–1966) aufgestellt, der vier Gänse zeigt, die zum Flug ansetzen. Schwerdtfeger schuf diesen nach einem Entwurf von Gregor Rosenbauer. Zur Zeit seiner größten Sammlung hatte der Garten 10.000 Rosen. Bis in die 1970er Jahre wurde der Garten genutzt, dann wurde jedoch wegen fehlender finanzieller Mittel seine Pflege eingestellt und der Garten verwilderte und verfiel. 1983 wurde das Gelände an das Erzbistum Stettin-Cammin verkauft, 2005 erwarb die Stadt Stettin das Grundstück zurück.
Unter der Leitung der Architektin Małgorzata Haas-Nogal wurde der Rosengarten nach alten Fotografien von 2006 bis 2007 wiederhergestellt. Dadurch sollte die ursprüngliche Gestaltung des Gartens bewahrt werden. Die Auswahl über die Rosensammlung und die Aufsicht über die Anpflanzung übernahm Urszula Nawrocka-Grześkowiak von der Landwirtschaftsakademie in Stettin. Am 20. April 2007 wurde der fertiggestellte Garten für die Öffentlichkeit freigegeben. 99 Rosenarten wurden gepflanzt. Wege, Treppen und ein Spielplatz wurden angelegt. Auch der Gänsebrunnen wurde aus Ziegelsteinen und Beton neu nachgebildet. Mittlerweile gibt es 9083 Rosen aus 107 Rosenarten. Weitere Investitionen in den Rosengarten sind geplant, so sollen ein Café, eine Touristeninformation und ein Schulungszentrum entstehen.
Zudem finden sich viele verschiedene Arten an Sträuchern und Bäumen im Garten, die noch aus der Zeit der Entstehung des Gartens stammen.